# Transport Tycoon
Transport Tycoon (укр. Транспотрний магнат) — гра жанру бізнес-симулятор, випущена компанією MicroProse в 1994 році на платформах MS-DOS та Macintosh.
Також була портована на ігрові консолі Sony PlayStation та Sega Saturn.
Гравець виступає в ролі голови транспортної компанії, ціль якого розбудувати власну інфраструктуру для сполучення різних містечок та промислових об'єктів і налагодити стабільну прибуткову систему перевезень.
Також присутні інші компанії-конкуренти, з якими треба конкурувати за локальний ринок перевезень.
Гра представлена в двовимірному ізометричному вигляді.
Окрім однокористувацького режиму також доступна можливість грати по модему та локальній мережі.
Ігровим дизайном та програмуванням займався Кріс Сойєр, графічну частину виконав Саймон Фостер, а музичне оформлення Джон Брумхолл.
В 1995 році вийшла Transport Tycoon Deluxe — розширена версія, яка внесла багато змін в оригінальну гру та додала нові ігрові функції.
Згодом ця версія лягла в основу проекту OpenTTD — повністю відкритого римейку з розширенням технічних та ігрових можливостей.
В 2013 році вийшли версії для Android та iOS, проте вони не є портами а швидше переробкою гри.
Графічні елементи в цих версіях використані з іншої гри Кріса Сойєра — Locomotion.

## Ігровий процес
Щоб почати створювати власну транспортну імперію, гравець має будувати транспортні маршрути.
Маршрути складаються зі станцій в містечках або біля індустріальних об'єктів та ділянок дорожнього полотна або залізниці (у разі, якщо їх десь не вистачає).
Один транспортний маршрут може використовувати декілька різних форм транспортування, з'єднаних в один ланцюг станціями (напр. вантажівка→потяг→корабель).

Оригінальна версія

Гравець починає гру з запозиченими на будівництво інфраструктури грошима, і щомісяця йому потрібно гасити заборгованість включаючи відсотки, допоки позика не буде вичерпаною.
По мірі отримання доходів гравець вирішує, чи розширювати йому транспортні маршрути, чи збільшувати інтенсивність використання уже готових.
Вся транспортна компанія, а також кожна індивідуальна станція мають власний рейтинг, що значною марою залежить від ефективності перевезення товарів між станціями.
Вищий рейтинг приваблює більше клієнтів, і відповідно дає більше прибутку та більше навантаження на станцію.
Ігрове змагання продовжується сто років — починаючи з 1930-го та закінчуючи 2030 роком.
По мірі плину часу стають доступними нові корисні технології, з'являються нові покращені транспортні засоби (але іноді вони менш надійні), що заміняють собою застарілі.
Як приклад, у 1999 стає доступною монорейка, що потребує окремої від залізниці рейкової колії.
Якщо гравець залишається в бізнесі до 2030-го року, він стає переможцем, його ім'я входить в ігровий «Зал слави».
Далі гра не зупиняється (але поточний рік зупиняється на 2030-му), і якщо гравець бажає, він може грати далі скільки захоче.
Загальний час, який іде на програвання 100-річного циклу займає близько 40 ігрових годин (якщо не користуватись функцією прискорення).
Гравець може зберігати стани прогресу в будь-якій точці та робити скільки забажає різних зберігань.
Містечка на мапі вже мають свої дорожні шляхи, але частіше за все їх недостатньо.
Особливо шляхів що з'єднують різні міста, інфраструктурні об'єкти або зони з природними ресурсами (ліс, вугілля тощо).
Щоб запустити транспортний засоби в маршрут, потрібно побудувати депо відповідного типу, що буде під'єднано до цього маршруту.
Кожен транспортний засіб компанії приєднаний до свого депо, в якому він може ремонтуватись, бути проданим, або просто зберігатись до того часу, коли він знадобиться.
Гроші заробляються на тому, що транспортні засоби компанії (автобуси, вантажівки, потяги, літак, кораблі) перевозять пасажирів від одних станцій до інших, а також різні товари в сировину туди, де на них є попит.
Попит визначається ділянкою навколо станції (напр. в місті буде попит на пасажирів, пошту, товари).
Дохід залежить від швидкості доставки, відстані, типу товару та загальної кількості доставок.
Наприклад, доставка пошти буде прибутковою лише на коротких відстанях, або дуже швидко на довгих відстанях, тобто літаком.
З іншого боку, вугілля дуже довго падає в ціні, і тому його вигідно возити дуже багато на великі відстані потягом.
Іноді з новин можна дізнатись, що хтось готовий платити субсидії першій транспортній компанії, яка зробить потрібну йому доставку.
Це спонукає скоріше до розширення своїх транспортних маршрутів, ніж до фокусування на прибутковості тільки декількох з них.
У грі є поняття «місцевих органів влади» для кожного міста.
І кожне місто має рейтинги всіх транспортних компаній, заснований на їхніх можливостях та рівні їхнього сервісу.
Також в рейтинги включається масштаб локальної вирубки лісів як негативний наслідок її діяльності (гравець може висаджувати новий ліс для зменшення цього ефекту).
Якщо рейтинги впадуть занадто низько, то місто може заборонити будь-які будівельні роботи в своїх межах.
З часом ігрові міста розбудовуються та розширюються під впливом різних економічних факторів.
Також з'являються нові індустріальні потреби та розгортаються пропозиції від нових ресурсних джерел.
На противагу, деякі ресурсні джерела вичерпуються а індустріальні об'єкти згортають свою діяльність через відсутність транспортних можливостей.

## Transport Tycoon Deluxe

Deluxe версія

Розширена версія Transport Tycoon Deluxe внесла в класичний ігровий процес деякі зміни, основною з яких є робота залізничних сигналів.
Оригінальна версія дозволяла використовувати тільки двонаправлені сигнали, які дозволяли проходити потягу в обох напрямках.
Deluxe версія додала однонаправлені сигнали, що пропускають потяг тільки в одному напрямку.
Це внесло в геймплей досить значні зміни, так як нові однонаправлені сигнали змогли вирівняти рух на коліях.
З ними можна будувати дорожню систему, в якій неможливі ситуації, коли різні потяги рухаються по одній колії один в сторону одного.
Нові однонаправлені сигнали дозволили будувати односторонні колії, які дають гравцю значно більше можливостей контролю за всією транспортною мережею.
Гравець може будувати ефективні транспортні маршрути, в яких не буде можливості, щоб потяг поїхав «неправильним» шляхом.
Комбінуючи однонаправлені та двонаправлені сигнали, можна робити комутаційні вузли, перехрестя та інші корисні схеми розвантаження маршрутів.
Також це відкрило можливості для будування залізничних систем «континентального» типу шляхом включення в односторонню колію контрольованого руху в обох напрямках, та поєднання її з іншими односторонніми коліями.
Така стратегія дуже корисна, так як дозволяє значно збільшити щільність перевезення товарів на великі відстані по одній колії.
В Deluxe версії до класичного помірного кліматичного поясу також були додані тропічний, арктичний та жартівливий «іграшковий» кліматичний пояс.
Нові оточення мають деякі нові індустріальні об'єкти та нові завдання.
Наприклад, міста в арктичній зоні не будуть розвиватись без регулярної доставки їжі так само, як в тропічній зоні міста не будуть розвиватись без стабільного доступу до свіжої води.
Також час ігрового циклу зсунувся на двадцять років вперед, і тепер проходить з 1950-го до 2050-го року.
Через проблеми із використанням назв торгових марок в іменах реальних транспортних засобів, які виникли після релізу оригінальної гри, в Deluxe версії всі назви змінені на вигадані.
Але гравець може змінювати назви своїх транспортних засобів та станцій на такі, які він забажає.
Також гравець може змінювати назви міст, що може допомогти в більшій персоналізації гри.

## Критика
Рецензент з ігрового журналу Next Generation дав DOS версії гри 4/5 балів, та назвав її «найкращим економічним симулятором з часів Civilization». Додавши: «Новий Transport Tycoon від Microprose має всі можливості Railroad Tycoon від Сіда Меєра, змішані з виглядом та простотою SimCity 2000 від Maxis. Але також гра є платформою для нового ряду можливостей… все це дає їй відчуття самодостатності».
Графіка та музичний супровід гри були названі «досить приємними». Відзначались також «швидке звикання до ігрового процесу» та «реалістична модель зростання міст і невеличких населених пунктів».